# Ferrari SF-23
El Ferrari SF-23 fue un monoplaza de Fórmula 1 diseñado por Scuderia Ferrari para competir en la temporada 2023. El automóvil fue presentado en la ciudad de Imola el 14 de febrero de 2023. El monoplaza fue conducido por Charles Leclerc y Carlos Sainz Jr.

## Resultados
(Clave) (negrita indica pole position) (cursiva indica vuelta rápida)

| Año     | Motor           | Neu. | N.º | Pilotos          | 1   | 2   | 3   | 4   | 5   | 6   | 7   | 8   | 9   | 10  | 11  | 12   | 13  | 14  | 15  | 16  | 17   | 18   | 19  | 20   | 21  | 22  | Puntos | Pos. |
| ------- | --------------- | ---- | --- | ---------------- | --- | --- | --- | --- | --- | --- | --- | --- | --- | --- | --- | ---- | --- | --- | --- | --- | ---- | ---- | --- | ---- | --- | --- | ------ | ---- |
| 2023    | 066/10 V6 Turbo | P    |     |                  | BHR | ARA | AUS | AZE | MIA | MON | ESP | CAN | AUT | GBR | HUN | BEL  | NED | ITA | SIN | JPN | QAT  | USA  | MEX | SÃO  | LVG | ABU | 406    | 3.º  |
| 2023    | 066/10 V6 Turbo | P    | 16  | Charles Leclerc  | Ret | 7   | Ret | 32  | 7   | 6   | 11  | 4   | 2   | 9   | 7   | 35   | Ret | 4   | 4   | 4   | 5    | DSQ3 | 3   | DNS5 | 2   | 2   | 406    | 3.º  |
| 2023    | 066/10 V6 Turbo | P    | 55  | Carlos Sainz Jr. | 4   | 6   | 12  | 5   | 5   | 8   | 5   | 5   | 63  | 10  | 8   | Ret4 | 5   | 3   | 1   | 6   | DNS6 | 36   | 4   | 68   | 6   | 18  | 406    | 3.º  |
| Fuente: |                 |      |     |                  |     |     |     |     |     |     |     |     |     |     |     |      |     |     |     |     |      |      |     |      |     |     |        |      |